# Мессьє 34

Мессьє 34 (також відоме як М34 та NGC 1039) — розсіяне скупчення в сузір'ї Персея.

## Історія відкриття
Скупчення було відкрито Джованні Баттіста Годіерна до 1654 року. Було включено Шарлем Мессьє в каталог кометоподібних об'єктів у 1764 році.

## Цікаві характеристики
M34 знаходиться на відстані 1400 світлових років від Землі. Воно містить близько 100 зір. М34 займає на небі 35'x35', що відповідає кругу радіусом у 7 світлових років.

## Спостереження

Розсіяне скупчення M34 в сузір'ї Персея

Це скупчення розташоване в західній частині сузір'я Персея і доступно для спостереження майже цілий рік. Найкращий час для спостереження в північній півкулі Землі — осінь-зима. Якщо на пів-шляху від γ Андромеди до β Персея (Алголь) легко бачити «туманність» цього скупчення, то небо непогане для спостережень дифузних об'єктів далекого космосу. У польовий бінокль це скупчення легко знаходиться, і в ньому окрім дифузної складової видно 7-8 зірок. У аматорський телескоп середньої апертури (від 120 мм) в скупченні видно приблизно з півсотні зірок, з яких з десяток — яскраві, блакитно-білі — йдуть у дугоподібний малюнок з парною зіркою на вершині дуги.

### Сусіди по небу з каталогу Мессьє
- М31 — (на захід) знаменита «Туманність Андромеди» зі своїми ближніми супутниками М32 і М110;
- М76 — (на північний схід, убік α Кассіопеї) «Мала Гантель», планетарна туманність;
- М33 — (на південний захід) галактика Трикутника;
- М45 — (на південний схід) Плеяди, чудове яскраве скупчення і відбивна туманність навколо них

### Послідовність спостереження в «Марафоні Мессьє»
… М103 → М76 →М34 → М79 → М42 …

## Навігатори
Координати:  02г 42.1м 00с, +42° 46′ 00″